# Phuphena multilinea
Phuphena multilinea är en fjärilsart som beskrevs av William Schaus 1911. Phuphena multilinea ingår i släktet Phuphena och familjen nattflyn. Inga underarter finns listade i Catalogue of Life.